# دار وامان (آيت وافاياض)
دار وامان هو دُوَّار يقع بجماعة إدا وكنضيف، إقليم شتوكة آيت باها، جهة سوس ماسة في المملكة المغربية. ينتمي الدوّار لمشيخة آيت وافاياض التي تضم 30 دواوير. يقدر عدد سكانه بـ 26 نسمة حسب الإحصاء الرسمي للسكان والسكنى لسنة 2004.

## روابط خارجية
- البوابة الوطنية للجماعات الترابية نسخة محفوظة 12 مارس 2018 على موقع واي باك مشين.
- المندوبية السامية للتخطيط